# Svetozar Marković
Svetozar Markovic (cyr. Светозар Марковић, ur. 9 września 1846 w Zaječarze, zm. 26 lutego 1875) – pisarz serbski, uważany za głównego przedstawiciela dziewiętnastowiecznego socjalizmu na Bałkanach.

## Życiorys
Urodził się w Zaječarze. Dzieciństwo spędził w Rekovacu i Jagodinie, później jego rodzina przeniosła się do Kragujevaca. Studiował w Wyższej Szkole w Belgradzie, późniejszym Uniwersytecie Belgradzkim. Następnie studiował również w Petersburgu, gdzie inspirował się twórczością literacką m.in. Nikołaja Czernyszewskiego. W 1869 opuścił Rosję, obawiając się aresztowania go przez władze rosyjskie z powodu jego socjalistycznych poglądów. Kontynuował studia w Szwajcarii i zaczął współpracować z grupą studentów, wśród których był przyszły radykalny przywódca Nikola Pašić. Po powrocie na Bałkany, mieszkał początkowo w Nowym Sadzie, a następnie w Serbii. Podczas pobytu w Nowym Sadzie, w 1872 roku, opublikował swoje najsłynniejsze dzieło – Srbija na istoku (pol. Serbia na Wschodzie).
Zmarł na gruźlicę w wieku 28 lat.

## Poglądy
Był bezpośrednim następcą Żivoina Żujovicia, wyznawcy poglądów rewolucyjnych demokratów rosyjskich. W swych poglądach filozoficznych brał za punkt wyjścia zasadę antropologiczną Nikołaja Czernyszewskiego, broniąc tezy głoszącej pierwotność i wieczność materii.

## Wybrana twórczość
- Pevanja i mišljenja (1869)
- Realnost u poeziji (1870)
- Srbija na Istoku (1872)
- Načela narodne ekonomije (1874)